# Patricia McKillop
Patricia Jean McKillop (Bulawayo, 15 de julio de 1956) es una exjugadora zimbabuense de hockey sobre césped.

## Trayectoria
McKillop jugó los Juegos Olímpicos de Moscú 1980 para la selección de Zimbabue. El seleccionado africano no estaba clasificada para disputar el torneo, pero debido al boicot que realizaron varios países a la competencia, obtuvo la invitación para participar en el torneo. En el certamen ganó la primera y única medalla de oro de su selección y finalizó como goleadora del torneo.